# Muzułmańska milicja Sandżaku
Muzułmańska milicja Sandżaku (serb. Mуслиманска милиција Санџакa) – ochotnicza milicja złożona z muzułmańskich mieszkańców Sandżaku podczas II wojny światowej.

## Historia
Po upadku Jugosławii w kwietniu 1941 r., Sandżak został podzielony pomiędzy Włochów i Niemców. Ponadto południa część została włączona do tzw. Wielkiej Albanii. Pod koniec 1941 r. spośród miejscowych słowiańskich i albańskich muzułmanów Włosi zorganizowali lokalną milicję zbrojną, nazwaną Muzułmańskim Legionem Sandżaku lub Muzułmańską Gwardią Sandżaku. Formacja nosiła też imię Haruna al Raszida, na cześć słynnego abbasydzkiego kalifa, który panował w latach 786–806. Jej przywódcą był duchowny Sulejman Pačariz, który sformował oddział milicji w Prijeplje. Jednym z głównych dowódców był Džemail Konicanin, który zorganizował oddział w Tutinie, należącym do Wielkiej Albanii. Współpracował on z Albańczykiem Xhaferem Devą. Innym dowódcą, który silnie zapisał się w historii Sandżaku, był Aćif Hadžiahmetović, zwany Aćif-efendija. Pozostałymi dowódcami milicji byli: w Sjenicy Hasan Zvizdić, w Priboju Camil Hasanagić, w Pljevlji Hamdija Krijestorać, w Bijelim Polju Cazim Sijarić, w Beranach Osman Rastoder, a następnie Đule Agović, w Rožaje Jakup Kardović, w Plavie Adem Sabanhaković.
Milicja otrzymała włoskie i jugosłowiańskie uzbrojenie i wyposażenie. Zadaniem jej członków była obrona ludności regionu przed atakami serbskich czetników i komunistycznych partyzantów. Na pocz. lutego 1942 r. rozpoczęły się krwawe walki między muzułmanami a Serbami i partyzantami. 1 lutego tego roku oddziały milicji ze Sjenicy i wsi na południe od Gór Pester zaatakowały siły partyzanckie zgrupowane w rejonie miasta Nova Varoš. 7 lutego milicja z Komarani we współdziałaniu z włoską 19 Dywizją Piechoty „Venezia” przeprowadziła atak na partyzantów rozłożonych w dolinie rzeki Lim w zachodniej części Sandżaku. W obu przypadkach nieprzyjaciel został zmuszony do odwrotu. W ten sposób duża część Sandżaku oczyszczono z komunistycznych sił partyzanckich. Pod koniec marca rozpoczęły się deportacje Żydów, którzy pod strażą muzułmańskich milicjantów zostali doprowadzeni pieszo, a następnie koleją do Kosovskiej Mitrovicy. Tam przejęli ich Niemcy, wysyłając do obozów koncentracyjnych. Od poł. maja do poł. czerwca 1943 r. oddziały milicji uczestniczyły w niemiecko-włoskiej operacji antypartyzanckiej pod kryptynimem „Schwarz”.
Po wyjściu Włoch z wojny na pocz. września 1943 r., obszar Sandżaku zajęła niemiecka 118 Jäger Division, której dowódca gen. Josef Kübler przejął zwierzchnictwo nad muzułmańską milicją Sandżaku. Liczyła ona w tym czasie ok. 5 tys. ludzi. Niemcy dozbroili ją i lepiej wyposażyli. Milicjanci rozpoczęli patrolowanie dróg i linii kolejowych, chroniąc je przed atakami komunistycznych partyzantów. W dalszym ciągu trwały ciężkie walki z serbskimi czetnikami. W poł. września 1943 r. zaatakowali oni miasto Pljevlja, w którym mieszkała duża mniejszość serbska. Jednakże oddziały milicji, sprzymierzając się niespodziewanie z partyzantami z 2 Dywizji Proletariackiej, odrzucili Serbów.
Od końca października muzułmańska milicja Sandżaku w niemieckich dokumentach zaczęła występować jako Muselmanengruppe von Krempler. Niemcy przeorganizowali jej oddziały w kompanie i bataliony. Uzupełnili je niemieccy podoficerowie z Waffen-SS. Milicjanci zostali jednolicie umundurowani w uniformy Wehrmachtu z czerwonymi fezami lub białymi albańskimi czapeczkami (niektórzy nosili turbany). Otrzymali jeszcze więcej włoskiej broni. Chodziło o to, aby przeformować nieregularną milicję w Legion SS. Zadanie to realizował Oberst der Polizei i SS-Standartenführer der Reserve Karl von Krempler, pełniący funkcję wyższego dowódcy policji i SS w Sandżaku. Kwatera główna została umiejscowiona w Sjenicy. Dowódcą Legionu ze strony muzułmańskiej był duchowny S. Pačariz. Sama jednostka posiadała dużą samodzielność. W rzeczywistości Legion von Krempler objął jedynie mniejszą część milicjantów, pozostali zaś nadal funkcjonowali w szeregach swojej nieregularnej formacji zbrojnej.
W poł. listopada 1943 r. kwaterę główną Legionu zaatakowali niedawni „sprzymierzeńcy” z 2 Dywizji Proletariackiej, ale wespół z oddziałami niemieckimi udało się odrzucić partyzantów. Pod koniec listopada milicjanci wzięli udział w antypartyzanckiej operacji „Kugelblitz” na południe od Tuzli we wschodniej Bośni. Na przełomie stycznia i lutego 1944 r. uczestniczyli w nieudanych atakach na 7 i 4 Brygady Proletariackie, działające na południe od Sjenicy. Natomiast w poł. marca tego roku atakowali 2 i 4 Brygady Proletariackie w okolicy miasta Priboj. Na pocz. kwietnia milicja wzięła udział w antypartyzanckiej operacji „Kammerjäger” w południowej Serbii. W lipcu zaatakowała partyzantów w rejonie Stitari, przechodząc na zachodni brzeg rzeki Lim. Jednakże z powodu kłopotów z zaopatrzeniem milicjanci musieli się wycofać.
Krótko po tym Legion von Kempler został przeorganizowany w Policyjny Pułk Selbschutzu SS „Sandżak”. W jego skład weszli wszyscy muzułmańscy milicjanci z Sandżaku.